# ورخنی تیوکون
ورخنی تیوکون (انگلیسی: Verkhny Tyukun) یک شهرک در شهرستان کارماسکالینسکی استان باشقیرستان کشور روسیه است.